# Collectief goed
Een collectief goed is een goed waarvan mensen die er niet voor betalen niet kunnen worden uitgesloten, en waarbij consumptie door de een niet ten koste gaat van consumptie door de ander. In de dagelijkse praktijk worden collectieve goederen ruimer gedefinieerd als 'goederen die door de overheid worden betaald en onderhouden, maar waar de burger gratis gebruik van mag maken'. Soms wordt het woord ook gebruikt als aanduiding voor het algemeen belang.

## Definitie
Collectieve goederen hebben twee kenmerken waarmee ze zich onderscheiden van private goederen. Het eerste kenmerk is niet-uitsluitbaarheid, oftewel: er is geen mogelijkheid om mensen van de consumptie ervan uit te sluiten. Het tweede kenmerk is niet-rivaliteit of ondeelbaarheid, oftewel: de consumptie ervan gaat niet ten koste van de hoeveelheid, omdat er geen marginale productiekosten zijn.

## Soorten goederen
Er zijn vier typen goederen te onderscheiden: zuivere collectieve goederen, gemeenschappelijke gebruiksgoederen (Engels: common-pool resources), tolgoederen (club goods), en zuivere private goederen. Gemeenschappelijke gebruiksgoederen zijn niet uitsluitbaar, maar wel rivaliserend en tolgoederen zijn wel uitsluitbaar, maar niet rivaliserend. Zij heten daarom ook wel onzuivere of quasi-collectieve goederen. In de praktijk zijn veel collectieve goederen in meerdere of mindere mate onzuiver. Zelfs infrastructuur is geen zuiver collectief goed, omdat er tolpoortjes mogelijk zijn.
|                   | Uitsluitbaar     | Niet uitsluitbaar                   |
| ----------------- | ---------------- | ----------------------------------- |
| Rivaliserend      | Private goederen | Gemeenschappelijke gebruiksgoederen |
| Niet rivaliserend | Tolgoederen      | Collectieve goederen                |

Collectieve en quasi-collectieve goederen zorgen voor marktfalen, omdat het marktmechanisme geen oplossing biedt voor het dilemma van de collectieve actie. Zodoende worden zij vaak door de overheid bekostigd.

## Voorbeelden
Voorbeelden van publieke goederen zijn:
- defensie (een heel land wordt verdedigd, of je dat nu wilt of niet),
- vuurwerk (iedereen kan het bekijken),
- dijken (iedereen wordt beschermd),
- schone lucht (die iedereen inademt),
- groepsimmuniteit (iedereen wordt beschermd, ongeacht eigen immuniteit).

## Onderzoek
Binnen het onderzoeksveld openbare financiën wordt veelvuldig gebruik gemaakt van speltheorie om te onderzoeken onder welke omstandigheden collectieve goederen tot stand komen. Een veelgebruikt spel is het zogenaamde collectieve-goedspel (public good game). Spelers hebben daarin de mogelijkheid om een deel van hun inkomen in een collectief goed te investeren en zodoende een bepaald rendement te behalen. Het verwachte rendement hangt af van de regels van het spel en van de verwachte investeringen door andere spelers. Op het moment dat het verwachte collectieve rendement groter is dan de individuele investering, geldt dat het sociale optimum zou zijn dat alle spelers hun volledige inkomen in het collectieve goed investeren.